# 파인딩 카터
《파인딩 카터》(영어: Finding Carter)는 2014년부터 현재까지 방영된 미국의 드라마이다.